# بهشية مرداء
البَهْشِيِّة الجرداء (باللاتينية: Ilex glabra) نوع نباتي يتبع جنس البهشية من الفصيلة البهشية.